# 1359 Прієска
1359 Прієска (1359 Prieska) — астероїд головного поясу, відкритий 22 липня 1935 року.
Тіссеранів параметр щодо Юпітера — 3,184.
Назва астероїда походить від назви міста Прієска англ. Prieska у Південно-Африканській Республіці